# Levoni
Levoni è una storica azienda italiana specializzata nella produzione dei salumi, fondata a Milano da Ezechiello Levoni nel 1911.

## Storia
Dopo la fondazione, nel 1913 arriva il riconoscimento all'esposizione internazionale Modern Arts and Industry di Londra, con la medaglia d'oro per il salame ungherese che diventerà uno dei prodotti di punta dell'azienda.
Nel 1923 viene acquistato lo stabilimento di Castellucchio (MN), sede storica della società, e in seguito vengono aggiunti il macello di Marcaria, i prosciuttifici in provincia di Udine e Parma. Queste sono le sedi dove tuttora si producono le varie specialità Levoni, esportate in tutta Italia e nel mondo.
Nel 2003, i salumi Levoni hanno visto come testimonial promozionale l'attore Renato Pozzetto.
Nel 2011 l'azienda ha festeggiato il centenario della fondazione.